# سیارک ۱۳۵۵۶۱
سیارک ۱۳۵۵۶۱ (به انگلیسی: 135561 Tautvaisiene، نامگذاری:2002FK5) صد و سی و پنج هزار و پانصد و شصت و یکمین سیارک کشف شده‌است که در ۱۶ مارس ۲۰۰۲ کشف شد.